# ルスの王冠

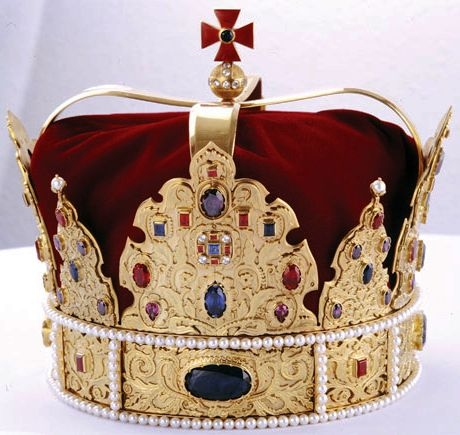
ルスの王冠の最新レプリカ

ルスの王冠（ルスのおうかん、英: Crown of Rus）はハールィチ・ヴォルィーニ大公国の王冠としても知られ、1253年にドロヒチンのローマ・カトリック教会大司教により戴冠を受けたダヌィーロ・ロマーノヴィチが被っていた王冠である。ダヌィーロの戴冠式は初代リトアニア大公であるミンダウガスの戴冠式とほぼ同時期に行われた。
ルスの王冠はリヴィウ市周辺の領土と関係するものであり、モスクワを中心とする現代のロシアと混同してはいけない。

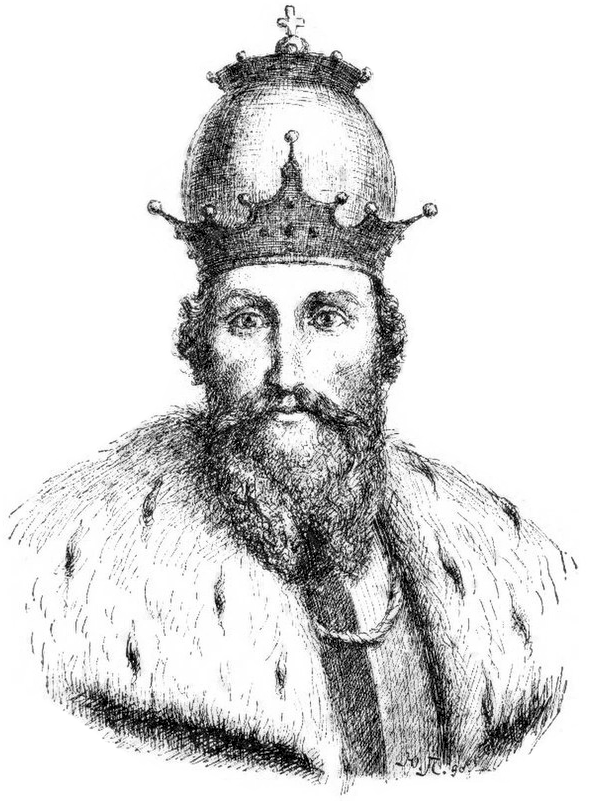
1904年に描かれたダヌィーロ・ロマーノヴィチ

## 歴史
ダヌィーロ・ロマーノヴィチの戴冠については議論すべき案件であり、多くの歴史家がダヌィーロ・ロマーノヴィチの戴冠は1253年頃に行き着くとしているが、具体的な年代は不明である。歴史家のミハイロ・フルシェフスキーはダヌィーロ・ロマーノヴィチの戴冠式は1252年に行われたと記述、マルクス主義歴史家であるウラジミール・パシュトーは1254年に戴冠式が行われたと見なし、ミコラ・コトリャーは1253年を戴冠の年だと伝えている。ダヌィーロはローマ教皇特使でローマ教皇インノケンティウス4世の甥であるオピゾ・フィエスキの手から王冠を受け取った。
この王冠は長いこと失われたと信じられてきた。しかしながらポーランド、バチカン市国、アメリカ合衆国やロシアなどに存在していたかもしれないという多くの憶測がなされている。ポーランドの歴史家であるエウゲニウシュ・ミシウは王冠はプシェムィシルにあるウクライナ東方カトリック教会司教の司教冠に改造されたと考え、ポーランドの修道院で調査を行っている。

## レプリカ
1991年のウクライナ独立後、キエフやウクライナ西部の宝石商から提供された素描や歴史資料を基本とするレプリカの制作が開始された。王冠のレプリカは2000年代に完成し、現在はウクライナ西部にあるゾロチフ城の常設展示となっている。

## ギャラリー

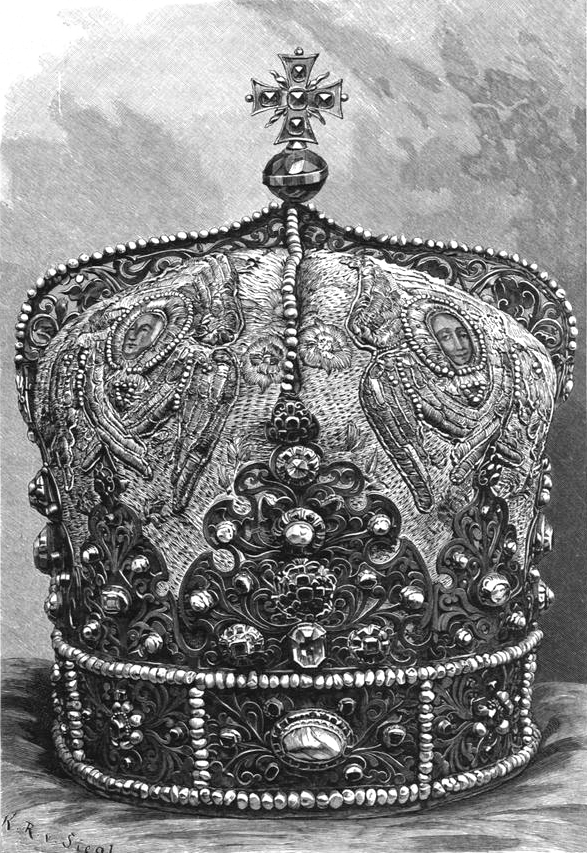
プシェムィシル司教の司教冠 (1898年撮影)
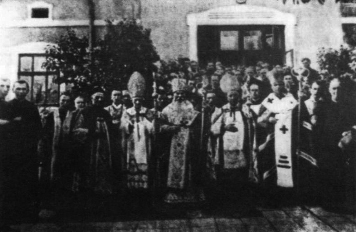
サンビルでの生神女の聖像戴冠式において司教冠を持つヨサファト・コノシロフスキ